# Simon van Creveld

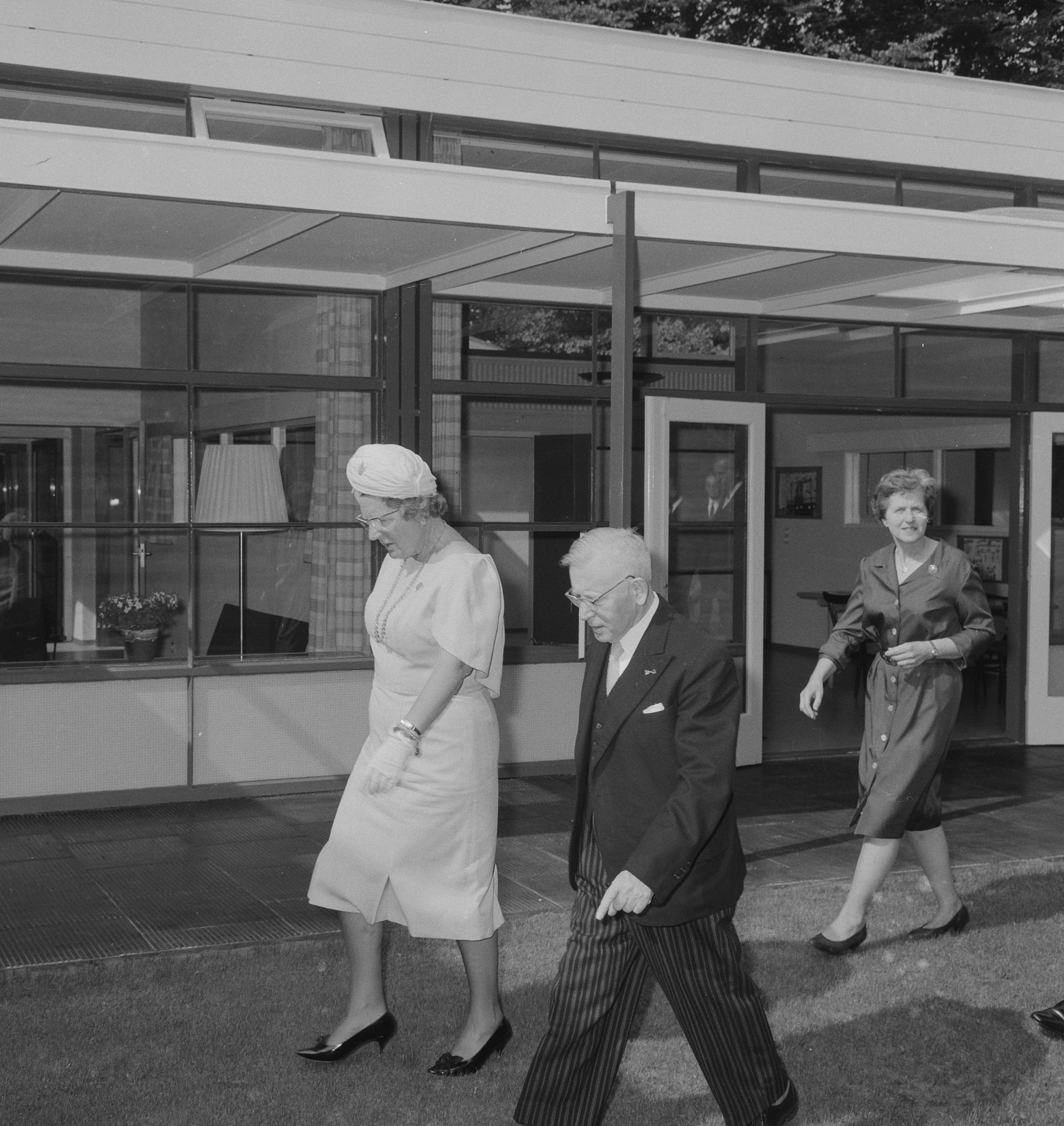
Königin Juliana und Simon van Creveld (1964)

Simon van Creveld (* 1894 in Amsterdam; † 10. März 1971) war ein niederländischer Pädiater und Hochschullehrer jüdischer Abstammung.

## Werdegang und Werk
Van Creveld studierte an der Universität von Amsterdam Medizin. Während seines Studiums arbeitete er auch im biochemischen Labor von Barend Coenraad Petrus Jansen. Dort lernte van Creveld auch seine spätere Frau Elizabeth van Dam (1897–1973) kennen. 1918 beendete er das Studium und arbeitete fünf Jahre am Institut für Physiologie der Universität Groningen. Dort isolierten beide zum ersten Mal Insulin in den Niederlanden. 1923 ging er zurück nach Amsterdam, wo er sich auf die Kinderheilkunde spezialisierte. 1926 eröffnete er eine private Praxis und wurde außerdem Leiter der pädiatrischen Abteilung am Wilhelmina-Krankenhaus (Wilhelmina Gasthuis) in Amsterdam unter Isidore Snapper. 1933 wurde er Professor für Pädiatrie an der Universität von Amsterdam. Als die Nationalsozialisten die Niederlande besetzten, verlor van Creveld 1941 seine Position und wurde zusammen mit seiner Frau in ein Konzentrationslager gebracht. Beide überlebten und van Creveld erhielt nach dem Krieg wieder seine alte Position in Amsterdam.
Van Creveld ist Autor oder Co-Autor von über 400 wissenschaftlichen Publikationen. 1940 veröffentlichte er zusammen mit dem schottischen Pädiater Richard Ellis einen Artikel über eine neue Erkrankung, die beide chondroektodermale Dysplasie nannten. Später wurde diese Erbkrankheit nach ihren Erstbeschreibern in Ellis-van-Creveld-Syndrom umbenannt. Eine Anekdote besagt, dass sich die beiden Autoren im Zug zufällig trafen, als sie auf dem Weg zu einer medizinischen Tagung waren. Während des Gesprächs stellten beide fest, dass jeder von ihnen eine Veröffentlichung über die gleiche Erkrankung plante. Sie beschlossen die Veröffentlichung gemeinsam vorzunehmen. Wegen des besseren Klangs (Euphonie) und der alphabetischen Reihenfolge wurde Ellis der Erstautor.
Später arbeitete van Creveld auf dem Gebiet der Hämophilie.

## Veröffentlichungen (Auswahl)
- S. van Creveld: Prophylaxis in haemophilia. In: The Lancet. Band 1, Nummer 7696, Februar 1971, S. 450, ISSN 0140-6736. PMID 4100418.
- S. van Creveld: Transfusion in hemophilia. In: Bibliotheca haematologica. Band 34, 1970, S. 1–8, ISSN 0067-7957. PMID 4908198.
- S. van CREVELD: The clinical course of glycogen disease. In: Canadian Medical Association journal. Band 88, Januar 1963, S. 1–15, ISSN 0008-4409. PMID 14023832. PMC 1920899 (freier Volltext).
- S. Van Creveld: Some Experiments and Remarks on the Possible Transformation of d-Glucose in the Intestine and on the Nature of Blood-Sugar. In: Biochemical Journal. Band 17, Nummer 6, 1923, S. 860–871, ISSN 0264-6021. PMID 16743225. PMC 1259589 (freier Volltext).
- S. van Creveld: Ein direkter Beweis für die Impermeabilität der Blutkörperchen des Menschen und des Kaninchens für Glucose. 1921